# Duplex (BCLE)

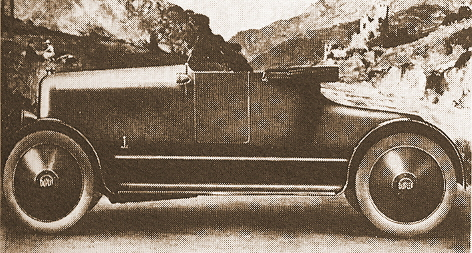
Abbildung eines Duplex im Jahr 1920

Duplex war eine britische Automobilmarke, die 1919–1921 von der British Commercial Lorry & Engineering Co. Ltd. in Trafford Park in Manchester hergestellt wurde.
Der Duplex 10 hp war ein leichter, zweisitziger Tourenwagen, der 1919 erschien. Er besaß einen Achtzylinder-Reihenmotor mit 1,5 l Hubraum. Die Zylinder waren auf zwei parallele Zylinderbänke à vier Zylinder aufgeteilt (kein V-Motor). Der Motor wurde mit Hülsenschiebern nach dem Knight-Prinzip gesteuert und gab 22 bhp (16,2 kW) Leistung bei 2.000 min−1 ab. Der Radstand des ungewöhnlichen Wagens betrug 2.692 mm.
1920 löste der Duplex 10/20 hp den 10 hp ab. Er war mit einem gewöhnlichen, seitengesteuerten Vierzylinder-Reihenmotor ausgestattet, der 33 bhp (24,3 kW) bei 3.000 min−1 leistete. Er wurde von Coventry-Simplex zugeliefert. Der Radstand blieb unverändert.
Auch für das neue Modell fanden sich nicht genug Käufer, sodass die Marke 1921 wieder vom Markt verschwand.

## Modelle
| Modell   | Bauzeitraum | Zylinder     | Hubraum  | Leistung         | bei Drehzahl | Steuerung         | Radstand |
| -------- | ----------- | ------------ | -------- | ---------------- | ------------ | ----------------- | -------- |
| 10 hp    | 1919–1920   | 2 × 4, Reihe | 1479 cm³ | 22 bhp (16,2 kW) | 2000 min−1   | Hülsenschieber    | 2692 mm  |
| 10/20 hp | 1920–1921   | 4, Reihe     | 1498 cm³ | 33 bhp (24,3 kW) | 3000 min−1   | Ventile (stehend) | 2692 mm  |

## Quelle
- David Culshaw & Peter Horrobin: The Complete Catalogue of British Cars 1895–1975. Veloce Publishing plc. Dorchester (1999), ISBN 1-874105-93-6.